# Anni Biechl
Anni Biechl-Capeller, nemška atletinja, * 17. marec 1940, Großinzemoos, Nemčija.
Nastopila je na poletnih olimpijskih igrah leta 1960 ter osvojila naslov olimpijske podprvakinje v štafeti 4x100 m.